# Rúbrica (docencia)

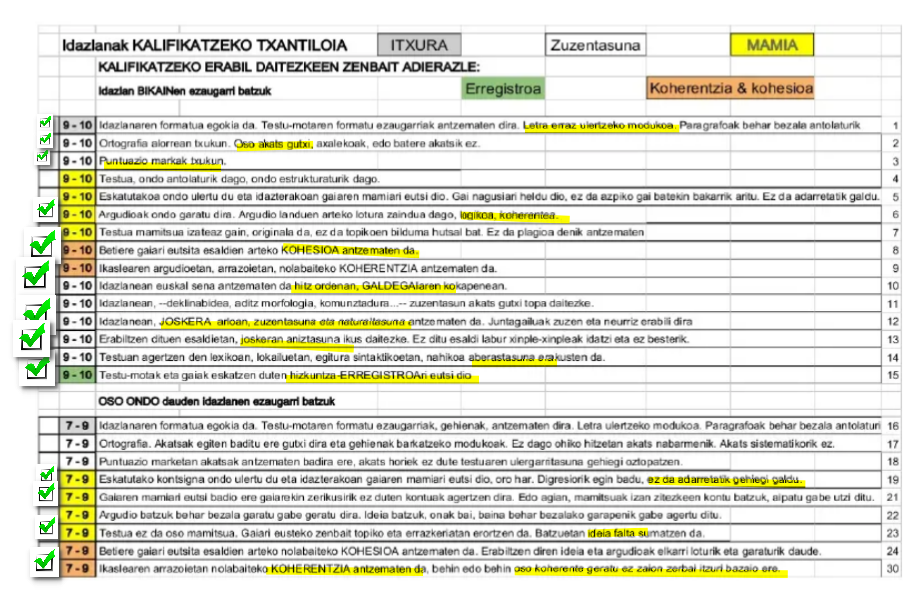
Rúbrica de una evaluación escolar.

Una rúbrica es un conjunto de criterios y normas regidos por el docente, generalmente relacionado con la evaluación de los aprendizajes. Evaluar un nivel de desempeño o una tarea se trata de una herramienta de calificación utilizada para realizar evaluaciones objetivas; un conjunto de criterios y estándares ligados a los objetivos de aprendizaje usados para evaluar la actuación de alumnos en la creación de artículos, proyectos, ensayos y otras tareas. Las rúbricas permiten estandarizar la evaluación de acuerdo con criterios específicos, haciendo la calificación más simple y transparente público 
La rúbrica es un intento de delinear criterios de evaluación consistentes. Permite que profesores y estudiantes, por igual, evalúen criterios complejos y objetivos, además de proveer un marco de autoevaluación, reflexión y revisión por pares. Intenta conseguir una evaluación justa y acertada, fomentar el entendimiento e indicar una manera de proceder con el aprendizaje/enseñanza consecuente. Esta integración de actuación y retroalimentación se denomina evaluación en marcha. Incrementalmente, instructores que se basan en rúbricas para evaluar al desempeño de sus alumnos, tienden a compartir la rúbrica en el momento de la evaluación. Adicionalmente, para ayudar a los alumnos a entender cómo las tareas se relacionan con el contenido del curso, una rúbrica compartida puede aumentar la autoridad del alumno en el aula.

## Características
Pueden distinguirse las siguientes características de las rúbricas.
- Enfocarse en medir un objetivo establecido (desempeño, comportamiento o calidad).
- Usar un rango para el desempeño.
- Contener características específicas del desempeño, ordenadas en niveles, para indicar qué tanto de un estándar se ha satisfecho.
- Una herramienta de evaluación que identifica ciertos criterios para un trabajo, o sea "lo que cuenta". De esta manera, una rúbrica para un proyecto multimedia enumerará aquellos aspectos que el estudiante debe incorporar para recibir una determinada nota o evaluación. Las rúbricas ayudan al estudiante a entender cómo se evaluará su proyecto.

La evaluación de rúbricas incluye una o más cortinas a las que se relaciona el desempeño, definiciones y ejemplos que ilustran los atributos medidos y una escala de medición para cada dimensión. Generalmente, se usan las palabras criterios, niveles y descriptores para referirse, respectivamente, a dimensiones, escalas de medición y definiciones. 
Herman, Aschbacher y Winters distinguen los siguientes elementos en la evaluación de una rúbrica:
- Una o más dimensiones que sirven como base para juzgar la respuesta de los alumnos.
- Definiciones y ejemplos para clarificar el significado de cada dimensión.
- Una escala de valores sobre la cual evaluar cada dimensión.
- Estándares de excelencia para niveles de desempeño especificados, acompañados por modelos o ejemplos de cada nivel.

Desde los ochenta, muchas rúbricas se presentan de forma gráfica, típicamente en una tabla. Estudios sobre la eficiencia de las rúbricas consideran mejor esta alternativa que la basada en una lista de criterios.
Gatica-Lara y Uribarren-Berrueta  las agrupan en dos tipos, por un lado la "global" y por otro la "analítica". La primera atiende a un enfoque holístico por lo que se orienta a evaluar el desempeño total del estudiante aunque ofrece una retroalimentación poco detallada. El segundo tipo se orienta a evaluar de manera parcelaria el desempeño del alumno y ofrece mayor detalle al momento de presentarle los resultados. Este último tipo se usa regularmente para hacer diagnóstico de fortalezas y debilidades.

### Rúbrica global u holística
Evalúa la totalidad del proceso de aprendizaje, así como su producto; sin examinar por separado las partes que lo componen, se pueden tolerar “pequeños errores” en alguna de las partes del proceso, sin que estos afecten la calidad final del producto.
Se centran en la calidad, dominio y comprensión general del contenido del tema, así como de las habilidades totales que debe cubrir al final el alumno.

### Rúbrica analítica
Evalúan una parte del proceso de aprendizaje, así como las habilidades o características que debe desarrollar el estudiante. Especifica los criterios que se deben ver reflejados al final en la actividad de aprendizaje solicitada; provee una retroalimentación más precisa a los estudiantes sobre su desempeño y lo que se evaluará. Este tipo de rúbrica requiere más tiempo para su diseño, pues debe mencionar a detalle cada uno de los criterios que se tomarán en cuenta para evaluar una actividad, por ejemplo: ortografía, redacción, presentación, contenido, etc. Esta rúbrica nos permite crear un perfil de las fortalezas y debilidades específicas de cada estudiante.